# 姻族関係終了届
姻族関係終了届（いんぞくかんけいしゅうりょうとどけ）は、日本において婚姻（法的な結婚）をした者が、配偶者の死後に提出できる書類。この届出により、姻族（配偶者の血族）との姻族関係という形の親族関係を終了させることができる。この手続き（必要に応じて復氏届の提出なども加わる）は、しばしばマスコミなどでも死後離婚と呼ばれることもあるが、亡くなった配偶者と離婚したいのではなく、親族と縁を切りたくこの手続きをすることも多いため、この呼び方を望まない人も多い。

## 概要
夫婦が離婚した場合には、その離婚により姻族関係が終了する（民法第728条第1項）。ただし、配偶者が死亡した場合または失踪宣言により配偶者が死亡したとみなされた場合には、生存している配偶者（生存配偶者）が姻族関係終了の意思表示をしない限り、復氏や再婚を行ったとしても姻族関係は継続していることとなる。この姻族関係の終了をさせるためには、配偶者の死亡後に生存配偶者による「姻族関係終了届」の提出が必要となる。

## 法的根拠
姻族関係終了の手続き根拠としては、戸籍法第96条、民法第728条第2項に規定されている。

## 手続き等
配偶者の死亡または失踪宣言により配偶者が死亡したとみなされた場合に、生存配偶者による姻族関係終了の届出によって姻族関係終了の意思表示をすることができる。この意思表示は、生存配偶者のみの自由意志によるもので、第三者（姻族関係者である舅や姑等）の同意や家庭裁判所の許可は不要である。また、配偶者の死亡後であれば届出の時期に規定や制限はない。
姻族関係終了届の届出人は生存配偶者のみであり、届出地は戸籍法第25条の規定（届出事件の本人の本籍地又は届出人の所在地）による。届出の記載事項には、「死亡した配偶者の氏名」「本籍及び死亡の年月日」が挙げられる（戸籍法第96条）。
姻族関係終了届を提出しても、戸籍にその旨を記載するのみであり、戸籍に変動はない。そのため、生存配偶者が婚姻前の戸籍に復籍するには、復氏届の提出も必要となる。
姻族関係の終了により、民法第877条第2項に規定する姻族に対する扶養義務などの権利義務が消滅する。なお、直系姻族間の婚姻の禁止（民法第735条）などの一部の規定は姻族関係終了後も存続する。また、民法第897条に規定する祭祀に関する権利を承継した後に姻族関係を終了したときは、その権利を承継すべき者を定めなければならない（民法第751条第2項、民法第769条）。
姻族関係を終了したとしても、婚姻の事実は無くならないため、姻族関係終了の届出後であっても元配偶者が死亡したことに起因する遺産の相続権や遺族年金の受給権は有したままとなる。
生存配偶者が死亡配偶者との間に子がいる場合、子が死亡する前に死亡配偶者の血族（直系血族又は生存直系血族がいない二親等傍系血族）が死亡した際は死亡配偶者の血族の財産を代襲相続できる。この相続において、生存配偶者による姻族関係終了届の提出への反発を理由に死亡配偶者の血族が生存配偶者の子への相続への反発を意図して遺言によって相続額を減らされる恐れはある。直系尊属の相続の場合は遺留分制度があるので生存配偶者の子に相続欠格や相続廃除に該当しない限りは遺言で相続額が減らされても代襲相続で遺留分は最低限受け取れるが、生存直系血族がいない二親等傍系血族の場合は遺留分制度がないため遺言によって代襲相続によっても生存配偶者の子への相続額が0になる恐れがある。
生存配偶者本人の意思に反し、親族などが姻族関係終了届を提出した場合には、戸籍法第116条の規定に基づき、戸籍の訂正を申請しなければならない。
ただし、姻族関係者（例えば舅や姑など）と養子縁組をしている場合は、姻族関係終了届だけでは親族関係を断つことはできず、養子離縁届も出して離縁をしないと親族関係を断つことはできない（養子離縁届は原則として両者の合意が必要で、「悪意で遺棄されたとき」「一方の生死が三年以上明らかでないとき」「その他縁組を継続し難い重大な事由があるとき」に該当しない限り裁判離縁ができない）。

## 届出数
下記の表は法務省の戸籍統計による。
| 年度                 | 届出数 |
| -------------------- | ------ |
| 1997年（平成9年）度  | 1,713  |
| 1998年（平成10年）度 | 1,629  |
| 1999年（平成11年）度 | 1,824  |
| 2000年（平成12年）度 | 1,797  |
| 2001年（平成13年）度 | 1,834  |
| 2002年（平成14年）度 | 1,769  |
| 2003年（平成15年）度 | 1,799  |
| 2004年（平成16年）度 | 1,793  |
| 2005年（平成17年）度 | 1,772  |
| 2006年（平成18年）度 | 1,854  |
| 2007年（平成19年）度 | 1,832  |
| 2008年（平成20年）度 | 1,830  |
| 2009年（平成21年）度 | 1,823  |
| 2010年（平成22年）度 | 1,911  |
| 2011年（平成23年）度 | 1,975  |
| 2012年（平成24年）度 | 2,213  |
| 2013年（平成25年）度 | 2,167  |
| 2014年（平成26年）度 | 2,202  |
| 2015年（平成27年）度 | 2,783  |
| 2016年（平成28年）度 | 4,032  |
| 2017年（平成29年）度 | 4,895  |
| 2018年（平成30年）度 | 4,124  |
| 2019年（平成31年）度 | 3,551  |
| 2020年（令和2年）度  | 3,022  |
| 2021年（令和3年）度  | 2,934  |
| 2022年（令和4年）度  | 3,065  |

## 死後離婚
姻族関係終了の届出（必要に応じて復氏や分籍の届出を含む）の手続きは、一般に「死後離婚」と呼ばれる。主に女性側から、姻戚関係、介護負担、墓の問題の解消、などの理由により死後離婚が行われる。